# كارسولي كسابو
كارسولي كسابو (بالمجرية: Csapó Károly)‏ (مواليد 23 فبراير 1952) هو لاعب كرة قدم. يلعب مع منتخب المجر لكرة القدم. سبق له أن لعب في كأس العالم لكرة القدم مع منتخب بلاده.

## روابط خارجية
- كارسولي كسابو على موقع الاتحاد الدولي (مؤرشف)  (الإنجليزية)
- كارسولي كسابو على موقع قاعدة بيانات كرة القدم.إي يو (الإنجليزية)
- كارسولي كسابو على موقع ناشيونال فوتبول تيمز (الإنجليزية)
- كارسولي كسابو على موقع عالم كرة القدم.نت (الإنجليزية)